# محوطه دژکاسگان
محوطه دژکاسگان مربوط به دوره قاجار است و در شهرستان نهبندان، روستای کاسگان واقع شده و این اثر در تاریخ ۱۰ مهر ۱۳۸۰ با شمارهٔ ثبت ۳۹۶۱ به‌عنوان یکی از آثار ملی ایران به ثبت رسیده است.